# Shijō Tennō
Shijō Tennō (四条天皇?) (|17 de marzo de 1231-10 de febrero de 1242) fue el 87.º emperador de Japón, según el orden tradicional de sucesión. Reinó entre 1232 y 1242. Antes de ser ascendido al Trono de Crisantemo, su nombre personal (imina) era Príncipe Imperial Mitsuhito. También era conocido como Príncipe Imperial Toshito.

## Genealogía
Fue el primer hijo del Go-Horikawa Tennō. No tuvo hijos ya que falleció siendo un niño.

## Biografía
El Emperador Shijō asumió el trono tras la abdicación del Emperador Go-Horikawa y gobernó entre el 26 de octubre de 1232 y el 10 de febrero de 1242, fecha de su muerte.
Realmente no ejercía poder alguno, su padre fungió como Emperador Enclaustrado hasta su muerte en 1234. Posteriormente la administración fue dirigida por sus familiares maternos Kujō Michiie y Saionji Kintsune.
Falleció en 1242 a los diez años, tras un accidente. Tumba oficial es en Sennyu-ji. No dejó herederos.

## Kugyō
- Sesshō:
- Daijō Daijin
- Sadaijin:
- Udaijin:
- Nadaijin:
- Dainagon:

## Eras
- Jōei (1232 – 1233)
- Tenpuku (1233 – 1234)
- Bunryaku (1234 – 1235)
- Katei (1235 – 1238)
- Ryakunin (1238 – 1239)
- En'o (1239 – 1240)
- Ninji (1240 – 1243)